# Pflanzenwuchsform
Bei Pflanzen ist die Wuchsform die morphologische Ausgestaltung einer Pflanze in Bezug auf ihre Lebensdauer, auf die Dauer ihrer einzelnen Teile, ihre Verzweigung usw. Der Begriff Pflanzenwuchsform überschneidet sich stark mit Lebensform und wird häufig synonym dazu verwendet.
Nach einer anderen Definition (nach Werner Rauh) ist die Wuchsform von Pflanzen das Organisationsprinzip, der Bauplan. Die Lebensform ist demnach die konkret realisierte Form dessen, was im Lebensraum innerhalb der Bandbreite des Bauplans möglich ist. Beispielsweise werden unter der Zuchtform (Obstgehölze) die Ergebnisse, welche Gärtner für die Wuchsform „Obstbaum“ erzielen, zusammengefasst.
In der Literatur wird jedoch zwischen Lebensform und Wuchsform nicht unterschieden, beide Begriffe werden synonym verwendet; im englischen Sprachraum dominiert growth form, im deutschen Lebensform.
Für einen Überblick über die Wuchsformen, siehe Lebensform (Botanik). Für die Wuchsformen von Algen, siehe Organisationsstufe.
Grob sind die Wuchsformen in verholzt und krautig gegliedert:
- Verholzte Wuchsformen oder Gehölze sind im Wesentlichen Baum, Strauch, Zwergstrauch und Liane.
- Krautige Pflanzen